# SV Ouderkerk
SV Ouderkerk is een amateurvoetbalvereniging uit Ouderkerk aan de Amstel, gemeente Ouder-Amstel, Noord-Holland, Nederland.

## Algemeen
De vereniging ontstond per 1 januari 2003 als gevolg van de fusie tussen de voetbalafdeling van NEA en OSDO. De handbalafdeling van NEA zag af van deelname aan de fusieclub en ging zelfstandig verder onder de naam NEA. Thuisbasis is het eigen sportpark, gelegen naast de N522 aan de noordoostkant van Ouderkerk. Tot 1966 speelden OSDO ook op hetzelfde sportcomplex. NEA speelde op velden aan de andere kant van het dorp.

## Standaardelftallen

### Zaterdag
Het standaardelftal in het zaterdagvoetbal speelde in het seizoen 2024/25 in de Vierde klasse van het KNVB-district West-I. 

#### Erelijst
kampioen Vierde klasse: 2004, 2009

#### Competitieresultaten 2004–2019
| 1 4C |

| 7 3B |

| 5 3B |

| 11 3B |

| 1 4C |

| 1 4E |

| 9 3C |

| 3 3B |

| 7 3C |

| 5 3B |

| 9 3B |

| 9 3B |

| 9 3C |

| 11 3C |

| 6 4D |

| 8 4E |

| xx 4E |

2008: de beslissingswedstrijd op 1 mei om het klassekampioenschap in 4C werd bij VV Aalsmeer met 0-3 verloren van NFC. Opvallend was dat sv Ouderkerk eindigde met 8 man na rode kaarten van Jeroen Wirz, Stefan Biesterbos en Marcel Lodder.
| Derde klasse | Vierde klasse |

### Zondag
Het standaardelftal in het zondagvoetbal speelde in het seizoen 2020/21 in de Derde klasse van West-I. Daarna is dit elftal overgestapt naar de zaterdagtak.

#### Competitieresultaten 2004–2019
| 5 4F |

| 7 4F |

| 2 4F |

| 4 4F |

| 5 4F |

| 11 4F |

| 2 5F |

| 12 4E |

| 12 4E |

| 6 4F |

| 6 4F |

| 2 4F |

| 8 3C |

| 11 3C |

| 5 3C |

| 10 3C |

| - 3C |

2006: de beslissingswedstrijd op 3 mei bij NFC om het klassekampioenschap in 4F werd met 0-1 verloren van ASV Fortius.
2015: de beslissingswedstrijd op 14 mei bij RKSV RODA '23 om het klassekampioenschap in 4F werd met 0-1 verloren van SV Diemen.
| Derde klasse | Vierde klasse | Vijfde klasse |

## NEA
NEA (Nuttig en Aangenaam) werd opgericht op 23 november 1919. Het standaardelftal van NEA kwam uit in het zondagvoetbal

### Erelijst
kampioen Vierde klasse: 1974, 1984

### Competitieresultaten 1941–2003
| 10 3C |

| 3 3C |

| 5 3C |

| 9 3C |

|  |

| 7 3E |

| 10 3B |

| 5 4I |

| 10 4G |

| 7 4G |

| 10 4E |

| 8 4F |

| 10 4E |

| 10 4D |

| 12 4F |

| 12 4F |

|  |

|  |

|  |

|  |

|  |

|  |

|  |

|  |

|  |

|  |

|  |

|  |

|  |

|  |

|  |

|  |

| 3 4E |

| 1 4E |

| 6 3C |

| 12 3C |

| 4 4F |

| 10 4F |

| 12 4F |

|  |

|  |

|  |

|  |

| 1 4F |

| 8 3C |

| 6 3C |

| 5 3C |

| 10 3C |

| 10 3C |

| 10 3C |

| 2 4F |

| 10 4F |

| 10 4F |

| 11 4F |

| 8 4F |

| 10 4F |

| 9 4F |

| 12 4F |

| 8 5? |

| 5 5A |

| 2 5B |

| 5 4F |

| 8 4F |

| Derde klasse | Vierde klasse | Vijfde klasse |

## OSDO
De christelijke sportvereniging OSDO (Ons Samenspel Doet Overwinnen) werd opgericht op 27 april 1949. Het standaardelftal van OSDO kwam uit in het zaterdagvoetbal.

### Erelijst
kampioen Vierde klasse: 1977

### Competitieresultaten 1963–2003
| 5 4B |

| 5 4A |

| 8 4B |

| 6 4A |

| 5 4A |

| 6 4B |

| 10 4C |

| 4 4A |

| 2 4B |

| 7 4A |

| 4 4A |

| 10 4B |

| 9 4C |

| 10 4C |

| 1 4B |

| 12 3B |

| 7 4C |

| 6 4C |

| 6 4D |

| 8 4C |

| 6 4C |

| 7 4C |

| 3 4C |

| 6 4C |

| 3 4C |

| 4 4C |

| 6 4B |

| 2 4B |

| 2 4B |

| 3 4C |

| 2 4C |

| 8 4C |

| 7 4B |

| 5 4B |

| 3 3C |

| 12 2B |

| 8 3C |

| 12 3C |

| 6 4C |

| 4 4C |

| 2 4C |

| Tweede klasse | Derde klasse | Vierde klasse |

In elke staaf van de grafiek staat van boven naar beneden vermeld: 
- Eindnotering

Dit is de positie die de club heeft bereikt in de competitie, zonder eventuele beslissings-, play-off- of nacompetitiewedstrijden die nodig zijn geweest om bijvoorbeeld de kampioen van de competitie te bepalen.
Indien een * achter het getal staat is de notering een tussenstand en kan het zijn dat de notering niet overeenkomt met de uiteindelijke eindstand van de competitie.
Staat er een - dan is het seizoen nog bezig en is er geen definitieve uitslag bekend.
Staat er xx op de positie van de notering, dan heeft de club vroegtijdig de competitie verlaten. Dit kan onder andere komen door terugtrekking van het team, faillissement van de club of door een uitgedeelde straf van de KNVB. In veel gevallen staat elders in het artikel de reden vermeld.
Staat er een ? dan is het resultaat uit het verleden onbekend, en is alleen de competitie of het niveau bekend van dat seizoen.
In de seizoenen 2019/20 en 2020/21 werd wegens de coronacrisis het amateurvoetbal afgebroken. Daardoor kennen deze staven geen eindklassering (middels -- weergegeven).
- Competitieniveau en afdelingsletter of Officiële eindstand Eredivisie
  - Competitieniveau en afdelingsletter

Hierbij geeft het getal het niveau weer, dat ook terug te vinden is in de legenda. De letter is de afdelingsaanduiding en wordt gebruikt wanneer er meer afdelingen zijn op hetzelfde niveau. De afdelingsletter is altijd een hoofdletter en wordt meestal zonder nummer gebruikt.
Voorbeeld: 2F is niveau 2e klasse competitie F.
Het competitieniveau en nummer wordt niet vermeld wanneer er slechts één competitie van dit niveau was.
  - Officiële eindstand Eredivisie (getal staat tussen haakjes vermeld)

Sinds de introductie van play-offwedstrijden voor Europees voetbal na afloop van de reguliere competitie in 2005/06, is de KNVB verplicht een eindstand van de Eredivisie door te geven aan de UEFA aan de hand van deze play-offwedstrijden.
Bij deze eindstand staan clubs die zich hebben gekwalificeerd voor Europees voetbal hoger dan clubs die zich niet wisten te kwalificeren. Indien er geen verschil was tussen de eindnotering en de officiële eindstand, staat dit getal niet vermeld.

- Onderafdeling

Hier staat afgekort de naam van de onderafdeling indien de club in dat jaar in een onderafdeling uitkwam. Tevens staat deze afkorting in de legenda en wordt gelinkt naar het artikel over deze onderafdeling. Deze afkorting wordt alleen vermeld wanneer de club in het verleden in verschillende onderafdelingen heeft gespeeld. Deze vermelding is in de staaf altijd in kleine letters. Deze onderafdelingen zijn na het seizoen 1995/96 afgeschaft. Heeft de club in slechts één onderafdeling gespeeld, dan is dit alleen terug te vinden in de legenda.
Onder de staaf staat het jaartal vermeld waarin het seizoen is afgesloten. 15 verwijst naar het seizoen 2014/15 of eventueel het seizoen 1914/15.
Wanneer een staaf leeg is, zijn deze gegevens niet bekend. Het kan ook zijn dat de club dat seizoen niet heeft meegespeeld op het hogere amateurniveau, vroegtijdig de competitie heeft verlaten of uit de competitie is gezet.

In het seizoen 1944/45 was er wegens de Tweede Wereldoorlog geen regulier competitievoetbal.

## Bekende (oud-)spelers
- Mitch Apau
- Teun Bijleveld (Roda JC)
- Floris van der Linden (Sv Spakenburg)
- Levi Acheampong (Ajax)

CTO '70 · SV Ouderkerk